# ATP Linz 1980
L'ATP Linz 1980 è stato un torneo di tennis facente parte della categoria ATP Challenger Series nell'ambito dell'ATP Challenger Series 1980. Il torneo si è giocato a Linz in Austria dal 17 al 23 marzo 1980 su campi in cemento indoor.

## Vincitori

### Singolare
Tony Graham ha battuto in finale  Onny Parun con il punteggio di 3–6, 7–6, 6–4

### Doppio
Tony Graham /  Belus Prajoux hanno battuto in finale  Robert Reininger /  Helmar Stiegler con il punteggio di 6–2, 4–6, 7–5